# 쑤리원
쑤리원(중국어 정체자: 蘇麗文, 간체자: 苏丽文, 병음: Sū Lìwén, 한자음: 소려문, 1980년 12월 13일~)은 중화민국의 태권도 선수이다. 2008년 하계 올림픽에서 여자 라이트급에 참가했고 세계 선수권 대회에서 은메달 1개, 아시안 게임에서 금메달 1개, 아시아 선수권 대회에서 금메달 1개, 은메달 2개, 동메달 1개를 획득했다.